# Låghamaren
Der Låghamaren (norwegisch für Niedriger Hammer) ist ein Felsenkliff im ostantarktischen Königin-Maud-Land. In der Sverdrupfjella bildet es das nordwestliche Ende der Hamrane.
Erste Luftaufnahmen entstanden bei der Deutschen Antarktischen Expedition (1938–1939) unter der Leitung von Alfred Ritscher. Norwegische Kartographen, die das Kliff auch benannten, kartierten es anhand von Luftaufnahmen und Vermessungen der Norwegisch-Britisch-Schwedischen Antarktisexpedition (1949–1952) sowie Luftaufnahmen der Dritten Norwegischen Antarktisexpedition (1956–1960).